# Андропов, Сергей Васильевич
Серге́й Васи́льевич Андро́пов (17 сентября 1873, Новочеркасск — январь 1956, Москва) — российский профессиональный революционер.

## Биография
Родился в Новочеркасске.
Отец, Василий Петрович Андропов, донской казак Старочеркасской станицы (род. в 1828 г.), окончил в Петербурге училище гвардейских прапорщиков, был участником Севастопольской кампании, награждён бронзовым крестом и медалью в память сражений 1853—1855 гг. Позже В. П. Андропов служил в Калаче на строительстве железной дороги, а выйдя в отставку, поселился в Новочеркасске, был чиновником контрольной палаты, затем мировым судьей. За выслугу лет получил потомственное дворянство, стал статским советником.
Мать Сергея Васильевича — Софья Карловна была дочерью известного архитектора К. Эшлимана, выходца из Швейцарии, построившего ряд дворцов на Южном побережье Крыма. Семья была большая. Атмосферу передовых идей в семью В. П. Андропова внесла старшая дочь его, Софья (по мужу Карпова), которая окончила Высшие женские медицинские курсы в Петербурге. Музыкальные интересы в семье подогревал двоюродный брат отца А. А. Андропов — инспектор музыки Донского института благородных девиц, автор салонных фортепианных произведений.
Во время обучения в Платовской гимназии увлекался трудами Белинского, Герцена, Огарева, Писарева, Чернышевского, Маркса и Энгельса. В 1893 году поступил на физико-математический факультет Петербургского университета. Во время каникул в Женеве познакомился с Г. В. Плехановым, В. И. Засулич, П. Б. Аксельродом. Вернувшись, ушёл из университета и сосредоточился на революционной деятельности.
В 1898 году организовал стачку на Петербургской текстильной фабрике Максвеля, за что был арестован и приговорен к восьми годам ссылки в Восточную Сибирь. Бежал в Англию, где жил под фамилией Альбин. В Англии познакомился с В. П. Ногиным, который также скрывался от преследования. 
В 1901 году по предложению В. И. Ленина вместе с Ногиным направляется в Россию в качестве агента «Искры». В августе 1901 года арестовывается в Казани и этапируется в Петропавловскую крепость, где сидит год в одиночной камере. Позже вместе с Ногиным получает десять лет ссылки в Восточную Сибирь. Через 4 месяца оба бегут в Женеву. 
В 1903 году при переходе границы с запрещенной литературой вновь арестовывается и заключается в Петропавловскую крепость, после двух лет пребывания в крепости в апреле 1905 года лишается всех сословий и направляется на поселение в Тобольскую губернию, однако после октябрьского манифеста освобождается по амнистии. Решением партии направляется в Ростов-на-Дону, где принимает участие в декабрьском восстании. После подавления восстания бежит в Одессу, где организовывает подпольную типографию. В 1907 году типографию раскрывают, Андропов бежит в Петербург, там дважды арестовывается и высылается в Вологодскую губернию. 
После отбытия ссылки в 1911 году уезжает в Германию, но вскоре возвращается в Россию и поступает на физико-математический факультет Петербургского университета. Заканчивает его по специальности физика-синоптика, преподаёт математику в средних учебных заведениях и отходит от революционной деятельности. С 1921 года работает в Москве в ВСНХ, Коминтерне, Институте Маркса-Энгельса, Наркомате текстильной промышленности и ряде других гражданских организаций. Был женат на известной пианистке и музыкальном педагоге Л. А. Кашперовой с которой познакомился в 1916 году, когда он стал брать у неё уроки игры на фортепиано.
Умер в январе 1956 года.